# Diète d'Empire

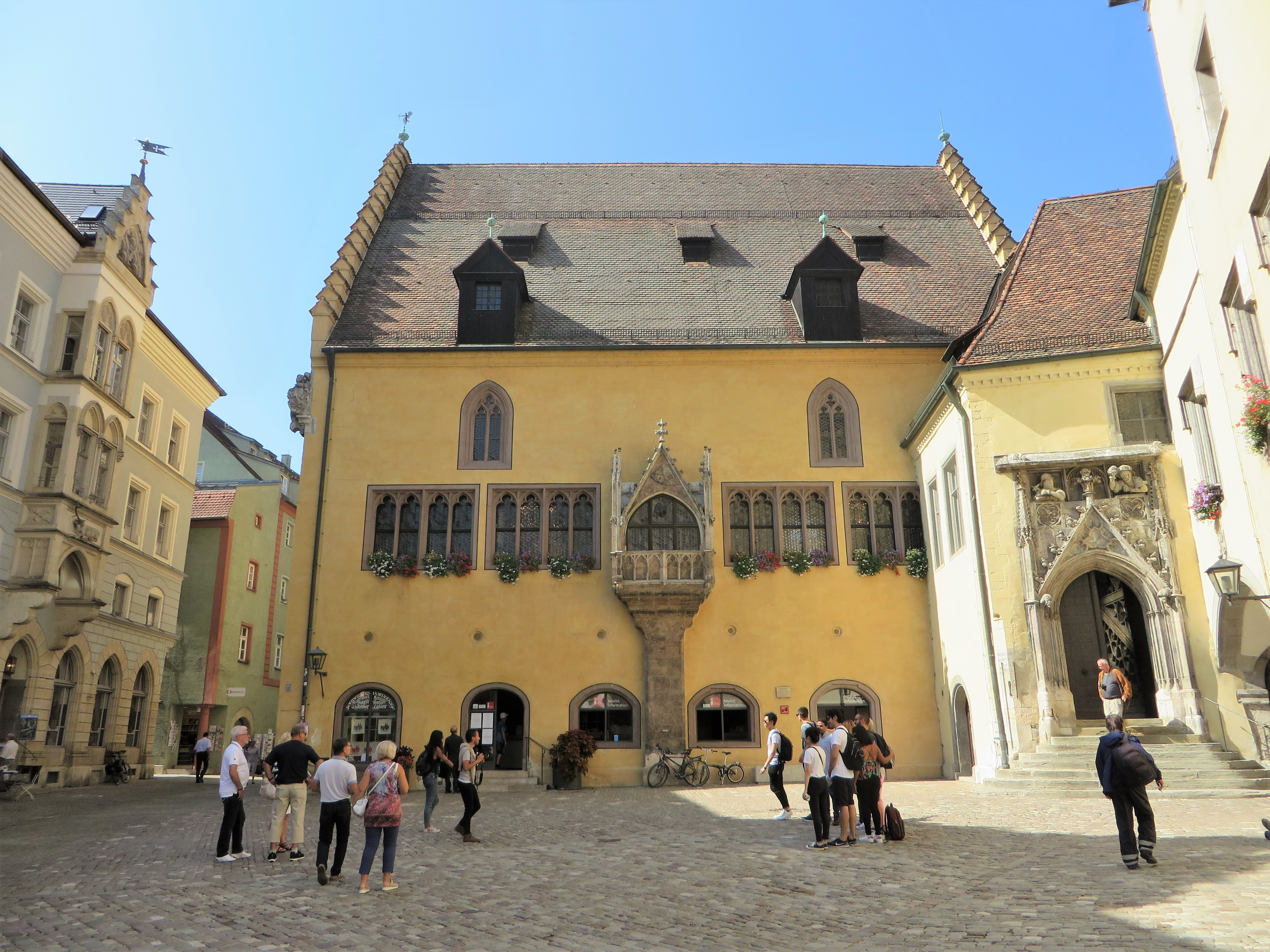
Salle du Reichstag à Ratisbonne dans l'hôtel de ville médiéval

La Diète d'Empire, officiellement Diaeta Imperii ou Comitium Imperiale (en allemand Reichstag, en tchèque Říšský sněm, en italien dieta imperiale), était une institution du Saint-Empire chargée de veiller sur les affaires générales et de trouver une solution aux différends qui pourraient s'élever entre les États confédérés.

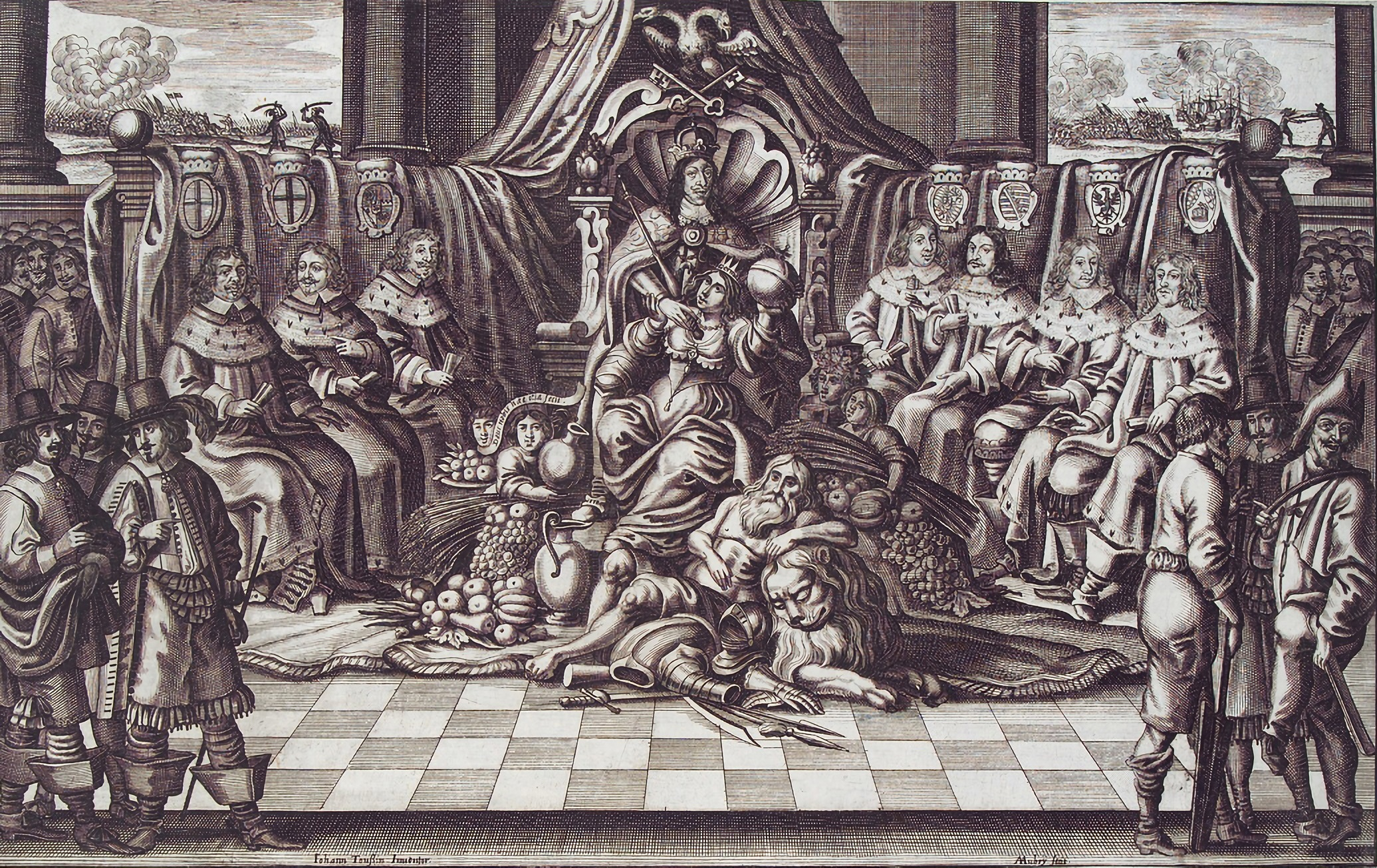
L'empereur parmi les électeurs (gravure de 1663-1664).

## Histoire

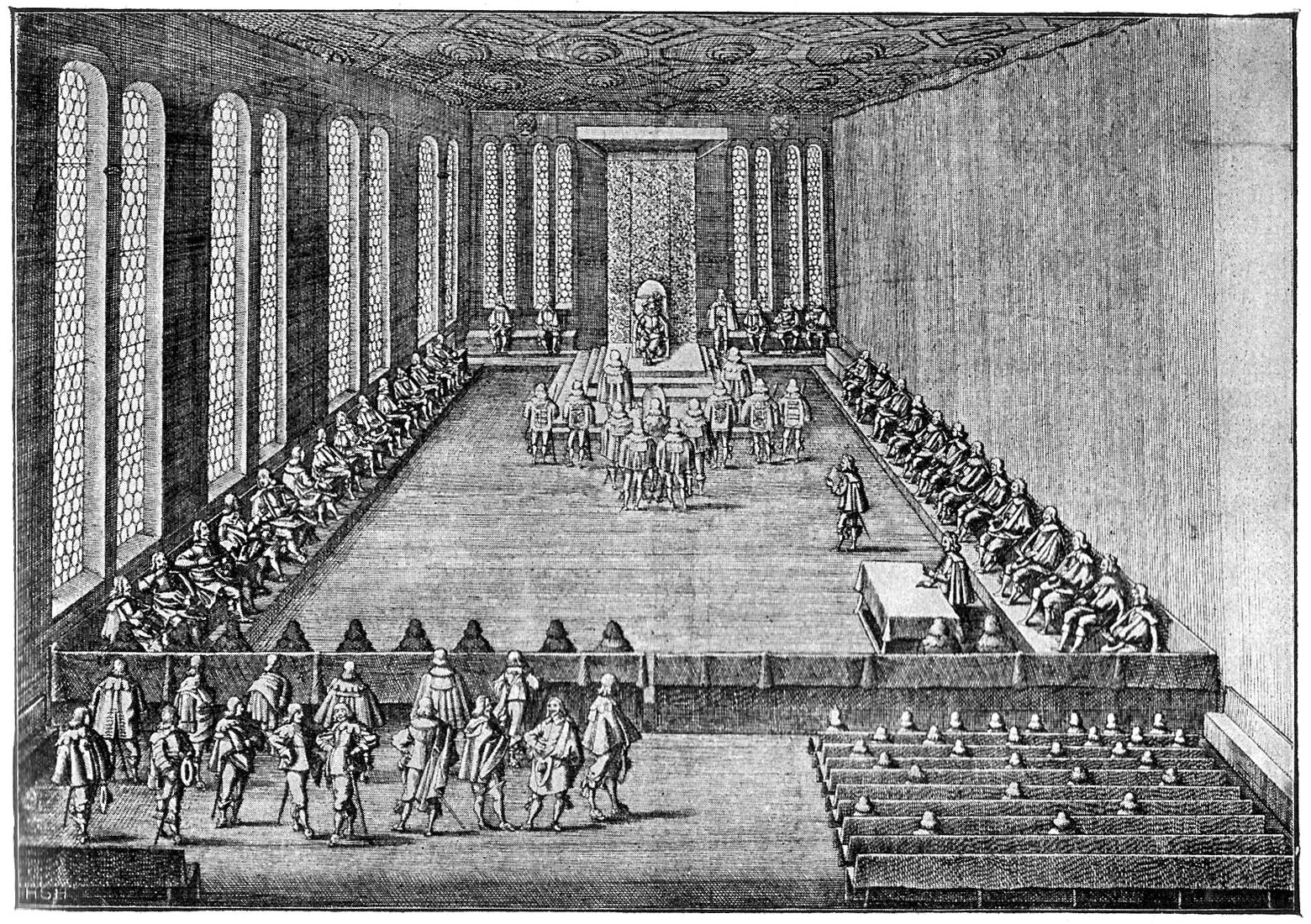
La diète de Ratisbonne en 1640.

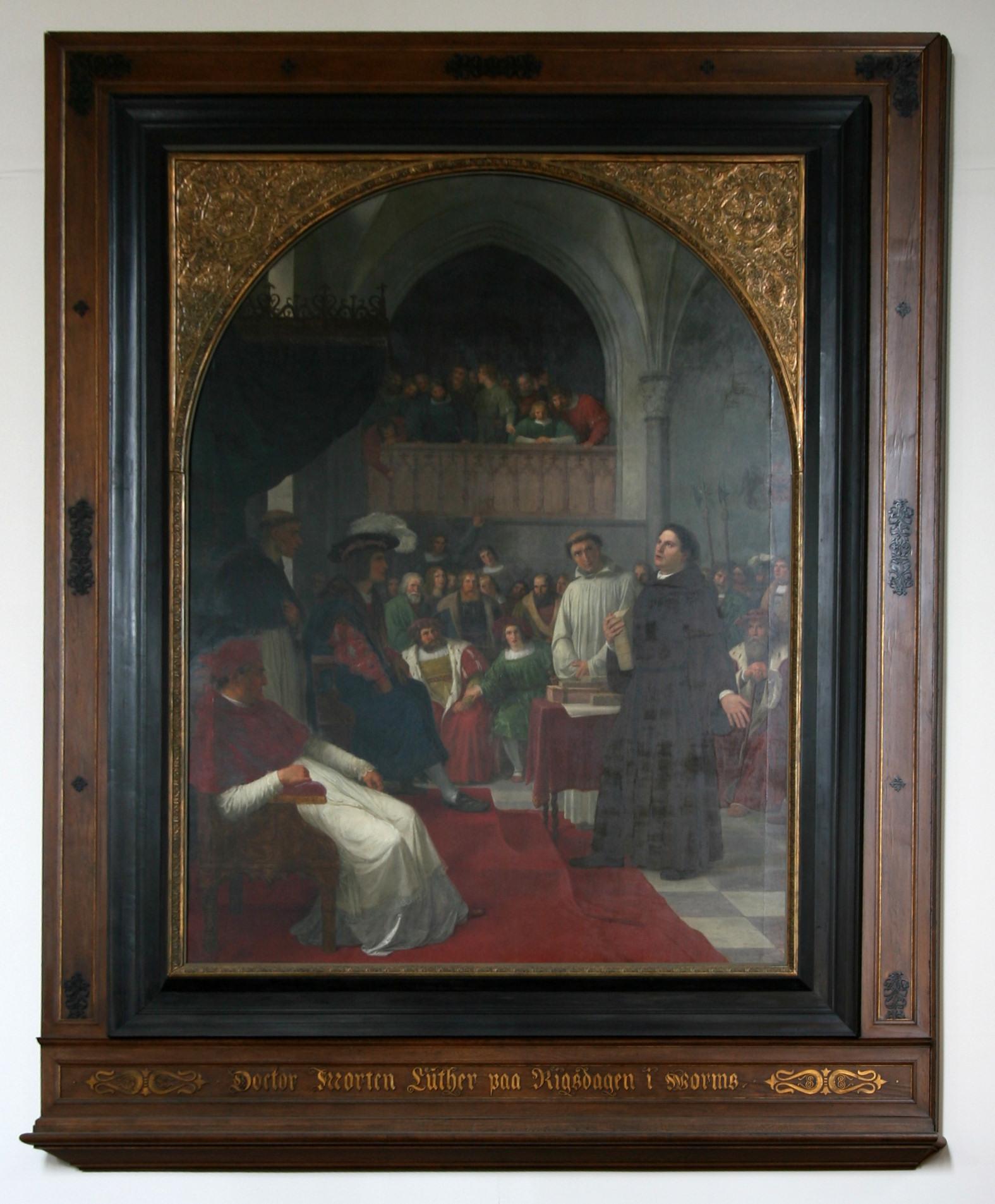
Martin Luther devant la Diète de Worms de 1521
(tableau de 1837).

À l'époque du Saint-Empire romain germanique, qui exista officiellement jusqu'en 1806, la Diète ne fut jamais un parlement dans le sens contemporain. C'était plutôt l'assemblée des divers souverains que comptait l'Empire. Plus précisément, c'était la convention des Reichsstände (États de l'Empire) qui bénéficiaient de l'immédiateté impériale. Les décisions de cette assemblée portaient le nom de recès. La Diète n'eut longtemps pas de siège fixe et se tenait tantôt à Nuremberg, à Augsbourg, à Spire ou à Ratisbonne.
Le rôle et les fonctions précises changèrent au cours des siècles, comme l'Empire lui-même, à mesure que les États obtenaient de plus en plus de pouvoir aux dépens du pouvoir impérial. Au départ, le Reichstag ne se réunissait pas à intervalles réguliers, et le lieu de réunion changeait à chaque fois. Il commença comme une convention des ducs des anciennes tribus germaniques, qui formaient le royaume franc et se réunissait lorsque des décisions importantes devaient être prises. Son principe était probablement fondé sur l’ancienne loi germanique, qui voulait que chaque chef tînt son autorité de ses lieutenants. Par exemple, déjà sous Charlemagne, la Diète d'Aix-la-Chapelle en 802-803 déclara officiellement les lois des Saxons et des autres tribus. En 1158, la Diète de Roncaglia entérina quatre loi, jamais écrites formellement, qui modifièrent significativement la constitution de l'Empire et marqua ainsi le commencement du déclin continu du pouvoir central en faveur des ducs locaux. En 1356, la Bulle d'or (Bulla aurea) cimenta le concept de Landesherrschaft, le gouvernement largement indépendant des ducs sur leurs territoires respectifs.
Cependant, jusqu'à la fin du XVe siècle, la Diète n’avait pas le statut d’institution fixe. Les ducs se rassemblaient plutôt irrégulièrement à la cour du roi. Ces assemblées étaient habituellement appelées Hoftag (de l'allemand Hof, « cour »). Ce ne fut qu'en 1489 que commença le Reichstag en tant que tel, divisé formellement en divers collegia, lesquels étaient initialement les Kurfürsten (princes-électeurs) et les autres ducs. Plus tard, certaines cités furent reconnues immédiates (reichsunmittelbar), c'est-à-dire qu'elle ne rendaient compte formellement qu'à l'empereur lui-même. Ces cités constituèrent donc un troisième collège. Les trois collèges étaient donc celui des sept princes-électeurs, celui des autres princes ecclésiastiques et laïques immédiats (comtes, prélats, seigneurs) et celui des villes immédiates. Tous les territoires souverains étaient donc représentés. Une décision de la Diète était indispensable pour les grandes décisions, mais un membre de la Diète de l'Empire n'était pas tenu de se conformer à une loi qu'il n'avait pas votée. La Diète se réunissait, selon les circonstances soit en séance ordinaire (alors chaque État n'a qu'une voix, et les décisions sont prises à la majorité absolue) soit en séance générale (le nombre des voix des divers États est alors fixé selon l'importance politique de chacun d'eux).
Il y eut plusieurs tentatives de « réformer » l'Empire pour empêcher sa lente désintégration à partir de la Diète de 1495, mais elles n'eurent que peu d'effet. En revanche ce processus fut amené à son terme par la paix de Westphalie en 1648, qui imposait à l'empereur d’accepter toutes les décisions prises par la Diète, le privant par là de ses quelques pouvoirs restants. Jusqu'en 1806 l'Empire ne fut plus qu'un ensemble d'États largement indépendants.
Une des Diètes les plus connues est probablement celle de Worms en 1495, où une réforme impériale fut conclue. Elle interdisait les guerres privées et réservait donc l'usage légitime de la violence à l'empereur. Les conflits privés étaient gérés par une chambre de justice impériale à Francfort. Cependant, cette tentative de réforme fut vite paralysée et n'aboutit donc pas. Une autre Diète de Worms, celle de 1521, vit Martin Luther banni (voir Édit de Worms). On connaît également les Diètes de Nuremberg.
Ce n'est qu'après l'application de l’Immerwährender Reichstag (la « Diète perpétuelle d'Empire ») en 1663 que la Diète fut convoquée à un endroit fixe . La ville de Ratisbonne, facile d'accès par le Danube depuis différentes parties de l'Empire. Les réunions des représentants des États impériaux se déroulaient dans la salle de l'ancien hôtel de ville. À partir de 1741, la maison de Tour et Taxis a fourni le « commissaire principal » (représentant de l'empereur et président du parlement) au Reichstag perpétuel.
En 1803, la Diète, à la suite des victoires de Napoléon Ier, adopta un recès d'Empire qui redistribua les territoires de l'Empire. Presque toutes les principautés ecclésiastiques et la majorité des villes libres furent médiatisées et disparurent alors. Après la chute de l'Empire le 6 août 1806 et la création de la confédération du Rhin, la Diète d'Empire disparut et céda la place à la Diète de la Confédération, qui se réunissait à Francfort.

## Fonctionnement
La voix des princes est supérieure à celle des comtes, qui ne votent que par banc et non par tête, comme les princes. Ainsi, la Principauté de Salm influe autant sur les affaires de l'Empire que les trente-six voix que donnent les trente-six comtés ou seigneuries du Banc des comtes de Westphalie.
Il ne faut cependant pas confondre les Diètes d'Empire avec les diètes de Cercle, qui sont des institutions différentes, à vocation nettement plus administrative.

## Sièges
| Année     | Lieu | Chef                          | Thème |
| --------- | --- | ----------------------------- | --- |
| 754       | Quierzy | Pépin le Bref                 | Création des États pontificaux                                                                                            |
| 777       | Paderborn | Charlemagne                   | Conversion des Saxons |
| 782       | Lippspringe | Charlemagne                   | Intégration de la Saxe à l'Empire                                                                                         |
| 788       | Ingelheim-Am-Rhein | Charlemagne                   | Déposition de Tassilon III                                                                                                |
| 799       | Paderborn | Charlemagne                   | Charlemagne trouve un accord avec le pape Léon III pour le couronnement                                                   |
| 806       | Diedenhofen | Charlemagne                   | Division de l'Empire en trois parties                                                                                     |
| 817       | Aix-la-Chapelle |                               | |
| 826       | ? |                               | Convocation du Chef des Sorabes                                                                                           |
| 829       | Worms |                               | |
| 831       | Aix-la-Chapelle |                               | |
| 835       | Diedenhofen |                               | |
| 838       | Spire | Louis II de Germanie          | |
| 872       | Forchheim | Louis II de Germanie          | |
| 874       | Forchheim | Louis II de Germanie          | Question de l'héritage et son règlement                                                                                   |
| 887       | Tribur |                               | Déposition de Charles III le Gros                                                                                         |
| 889       | Forchheim | Arnulf de Carinthie           | |
| 892       | Forchheim | Arnulf de Carinthie           | Préparation d'une campagne contre les Slaves                                                                              |
| 896       | Forchheim | Arnulf de Carinthie           | |
| 903       | Forchheim | Louis l'Enfant                | Exécution du rebelle Adélard de Babenberg                                                                                 |
| 907       | Forchheim | Louis l'Enfant                | Consultation au sujet des attaques hongroises en Bavière et en Saxe.                                                      |
| 911       | Forchheim |                               | Élection de Conrad Ier comme roi                                                                                          |
| 914       | Forchheim | Conrad Ier                    | Décision de mener une campagne contre le duc Arnulf Ier de Bavière                                                        |
| 919       | Fritzlar |                               | Élection de Henri Ier comme roi des Romains                                                                               |
| 926       | Worms | Henri Ier                     | |
| 952       | au Lechfeld près d'Augsbourg                                                                                              | Otton Ier le Grand            | |
| 961       | Forchheim | Otton Ier le Grand            | |
| 967       | Ravenne | Otton II                      | |
| 973       | Quedlinburg |                               | |
| 976       | Ratisbonne |                               | |
| 978       | Dortmund | Otton II                      | Décisision de mener une campagne contre la France à l'automne de la même année                                            |
| 983       | Vérone |                               | Élection d'Otton III |
| 985       | |                               | Fin de l'usurpation d'Henri II de Bavière                                                                                 |
| 993       | Dortmund | Otton III                     | |
| 1066      | Tribur |                               | |
| 1076      | Worms | Henri IV                      | |
| 1077      | Augsbourg |                               | |
| 1098      | Mayence | Henri IV                      | |
| 1105      | Ingelheim | Henri IV                      | |
| 1119      | Tribur | Henri IV                      | |
| 1122      | Worms | Henri V                       | |
| 1146      | Spire | Conrad III                    | |
| 1147      | Francfort | Conrad III                    | Henri XII de Bavière élève une plainte et exige la restitution de la Bavière                                              |
| 1152      | Dortmund/Mersebourg | Frédéric Barberousse          | |
| 1154      | Goslar |                               | |
| 1157      | Besançon (voir Diète de Besançon)                                                                                         | Frédéric Barberousse          | |
| 1158      | au champ de Roncaglia | Frédéric Barberousse          | |
| 1165      | Wurtzbourg | Frédéric Barberousse          | |
| 1168      | Bamberg | Frédéric Barberousse/Henri VI | |
| 1180      | Gelnhausen | Frédéric Barberousse/Henri VI | Répartition du duché de Saxe entre l'archevêque de Cologne, le comte Bernard de Saxe et le landgrave de Thuringe          |
| 1181      | Erfurt | Henri VI                      | Inféodation du landgrave Hermann Ier de Thuringe au comté palatinois de Saxe.                                             |
| 1184      | Mayence, Mainzer Hoftag de 1184                                                                                           | Frédéric Barberousse          | |
| 1188      | Mayence | Henri VI                      | |
| 1196      | Francfort-sur-le-Main | Henri VI                      | |
| 1226      | Crémone | Frédéric II                   | |
| 1235      | Mayence | Frédéric II                   | |
| 1287      | Wurtzbourg | Adolphe de Nassau             | |
| 1309      | Spire | Henri VII                     | |
| 1338      | Francfort-sur-le-Main |                               | |
| 1379      | Francfort-sur-le-Main |                               | |
| 1356      | Nuremberg | Charles IV                    | Bulle d'Or |
| 1389      | Eger | Venceslas Ier                 | Paix d'Eger |
| 1444      | Spire | Frederic III                  | |
| 1487      | Nuremberg | Frédéric III                  | |
| 1488      | Esslingen | Frédéric III                  | Annonce le 14 février 1488 de la formation de la ligue de Souabe                                                          |
| 1495      | Worms | Maximilien Ier                | Réforme impériale ; guerre des Souabes                                                                                    |
| 1496/97   | Lindau (Bodensee) |                               | |
| 1497/98   | Fribourg |                               | |
| 1500      | Augsbourg |                               | voir article sur Diète d'Empire à Augsbourg                                                                               |
| 1505      | Cologne |                               | Arbitrage dans la guerre de succession du Landshute                                                                       |
| 1507      | Constance |                               | |
| 1512      | Trèves/Cologne |                               | 10e Cercle impérial |
| 1518      | Augsbourg |                               | |
| 1521      | Worms | Charles Quint                 | Diète de Worms : mise au ban de l'Empire de Martin Luther, édit de Worms                                                  |
| 1522      | Nuremberg I |                               | |
| 1522/23   | Nuremberg II |                               | |
| 1524      | Nuremberg III |                               | |
| 1526      | Spire I |                               | Suspension de l'édit de Worms (voir aussi : Diète de Spire)                                                               |
| 1529      | Spire II |                               | Restauration de l'édit de Worms, protestation de cinq princes et de quatorze villes à Spire (voir aussi : Diète de Spire) |
| 1530      | Augsbourg |                               | Diète d'Augsbourg, présentation de la Confession d'Augsbourg                                                              |
| 1532      | Ratisbonne | Ferdinand I                   | Constitutio Criminalis Carolina                                                                                           |
| 1541      | Ratisbonne | Charles Quint                 | Expédition d'Alger (1541)                                                                                                 |
| 1542      | Spire |                               | |
| 1542      | Nuremberg |                               | |
| 1543      | Nuremberg |                               | |
| 1544      | Spire |                               | |
| 1548      | Augsbourg |                               | Intérim d'Augsbourg |
| 1550/51   | Augsbourg |                               | |
| 1555      | Augsbourg |                               | Paix d'Augsbourg |
| 1557      | Ratisbonne |                               | |
| 1559      | Augsbourg |                               | |
| 1566      | Augsbourg |                               | |
| 1567      | Ratisbonne |                               | |
| 1570      | Spire |                               | |
| 1576      | Ratisbonne |                               | |
| 1578      | Worms |                               | |
| 1582      | Augsbourg |                               | |
| 1594      | Ratisbonne |                               | |
| 1597/98   | Ratisbonne |                               | |
| 1603      | Ratisbonne |                               | |
| 1608      | Ratisbonne |                               | |
| 1613      | Ratisbonne |                               | Rupture entre les catholiques et les grands princes protestants - création de l'Union évangélique                         |
| 1630      | Ratisbonne |                               | |
| 1640/41   | Ratisbonne |                               | |
| 1653/54   | Ratisbonne | Ferdinand III                 | Dernier recès impérial |
| 1663-1806 | dans la salle de conseil de la mairie de Ratisbonne en tant que « Diète perpétuelle d'Empire » (immerwährender Reichstag) |                               | |

## Archives
Après la formation en 1871 de l'Empire allemand, la commission historique de l'académie bavaroise des sciences commença à conserver les enregistrements impériaux (Reichsakten) et ceux de la Diète impériale (Reichstagsakten). En 1893, la commission publia le premier volume. De nos jours, les années 1524 à 1527 et les années à partir de 1544 sont archivées. Un volume traitant de l'assemblée de 1532 à Ratisbonne pour les traités de paix avec les protestants à Schweinfurt et Nuremberg par le docteur Rosemarie Aulinger de Vienne fut publié en 1992.
L'énorme quantité d'enregistrements dans de nombreuses archives et bibliothèques en Allemagne, Autriche, Suisse, France, Italie, Espagne, Danemark, Angleterre et Pologne doit être traitée.
Une liste sur l'Internet intitulée Das Reich um 1500, Dynastien - Fürstentümer - Residenzen, Höfe und Residenzen im spätmittelalterlichen Reich, « L'empire autour de l'an 1500, dynasties - duchés - résidences, cour ducales et résidences dans l'Empire dans le mi et haut Moyen Âge » identifie des milliers de localités. Cela donne une idée de l'importance de la tâche consistant à trouver et analyser des enregistrements officiels dispersés du fait de la coexistence de tant de gouvernements différents, ayant chacun leur propre lieu de résidence et siège de gouvernement.